# FC Gleisdorf 09
Der Fußballclub Gleisdorf 09 ist ein Fußballverein aus Gleisdorf in der Steiermark. Der Verein spielt seit der Saison 2016/17 in der dritthöchsten Leistungsstufe, der  Regionalliga Mitte.

## Geschichte
Der FC Gleisdorf 09 entstand im Juni 2009 durch den Zusammenschluss des SC Gleisdorf 1919 und des ATUS Gleisdorf 1952. Im Spieljahr 2009/10, dem ersten als FC Gleisdorf 09, erreichte der Verein den siebenten Platz in der viertklassigen Landesliga Steiermark und nahm auch wieder am ÖFB-Cup teil, wo man in der ersten Hauptrunde am Regionalligisten Grazer AK scheiterte.
In der Saison 2010/11 beendete der FC Gleisdorf 09 die Meisterschaft der Landesliga Steiermark als Dritter. In den folgenden Spieljahren 2011/12 und 2012/13 platzierte sich der FC Gleisdorf 09 als Vierter bzw. Fünfter der Landesliga Steiermark. In der Saison 2013/14 wurde der FC Gleisdorf 09 erstmals Zweiter der Landesliga Steiermark und positionierte sich damit hinter dem SC Weiz, dem Aufsteiger in die Regionalliga Mitte.
Zu Beginn der nachfolgenden Saison 2014/15 wurde der FC Gleisdorf 09 als ein Mitbewerber um den Aufstieg bewertet, platzierte sich aber letztlich als Dritter in der Endtabelle, die vom Meister Deutschlandsberger SC angeführt wurde. Im ÖFB-Cup scheiterte der FC Gleisdorf 09 erneut in der ersten Runde an einem Regionalligisten, dieses Mal am FC Kufstein.
In der Saison 2015/16 konnte der FC Gleisdorf 09 seiner Favoritenrolle gerecht werden. Der Gleisdorfer Verein wurde im elften Jahr seiner Zugehörigkeit zur höchsten Spielklasse der Steiermark Meister der Landesliga Steiermark und stieg erstmals in die Regionalliga Mitte, der dritthöchsten Spielklasse in Österreich, auf.
Als Landesmeister 2016 war der FC Gleisdorf 09 erneut im ÖFB-Cup spielberechtigt und scheiterte auch im dritten Anlauf bereits in der ersten Runde, dieses Mal am Ligakonkurrenten TSV Hartberg, dem nunmehrigen Meister 2017 der Regionalliga Mitte. Das Spieljahr 2016/17 verlief für den FC Gleisdorf 09 auch in der dritthöchsten Spielklasse sehr erfolgreich.
Der FC Gleisdorf 09 beendete die Meisterschaft 2016/17 als Tabellendritter und realisierte damit auch die beste Platzierung, die bis dato ein Verein der drei beteiligten Verbände als Aufsteiger in die Regionalliga Mitte erreichen konnte. Für die Aufsteiger aus Kärnten und aus Oberösterreich verlief die Saison 2016/17 nicht erfolgreich. Sowohl der ATSV Wolfsberg (KFV), als auch der SV Grieskirchen (OÖFV) mussten, als Letzter und Vorletzter der Schlusstabelle der Regionalliga Mitte, wieder in die jeweils zugehörige Landesliga absteigen.
Das Spieljahr 2016/17 verlief auch für die zweite Kampfmannschaft sehr erfolgreich. FC Gleisdorf 09 II wurde Meister 2017 der sechstklassigen Unterliga und ist ab dem Spieljahr 2017/16 in der fünftklassigen Oberliga spielberechtigt. Nachwuchsspielern des FC Gleisdorf 09 wird mit der KM II die Möglichkeit geboten, sich im unterklassigen Meisterschaftsbewerb für Einsätze in der KM I in der Regionalliga Mitte zu qualifizieren. Die drittklassige Regionalliga Mitte verpflichtet ihre Vereine, mindestens vier für eine U-22 Mannschaft spielberechtigte Spieler bei jedem Meisterschaftsspiel in den Spielbericht einzutragen, wobei mindestens einer dieser Nachwuchsspieler auch in der Grundaufstellung zum Einsatz kommen muss.
Das Spieljahr 2017/18 absolvierte der FC Gleisdorf 09 wieder in der Regionalliga Mitte, beendete die Meisterschaft als Tabellenzweiter und qualifizierte sich damit für den Aufstieg in die 2. Liga, verzichtete aber freiwillig auf eine Teilnahme am Meisterschaftsbewerb in der zweithöchsten Fußballliga Österreichs. Die Teilnahme des FC Gleisdorf 09 am ÖFB Cup 2017/18 konnte mit einem Sieg gegen ATUS Ferlach (Kärntner Liga) prolongiert werden, endete aber nach einer Niederlage gegen den Wolfsberger AC (Bundesliga) bereits in der zweiten Runde.
Auch im Spieljahr 2018/19 nahm der FC Gleisdorf 09 an der Meisterschaft in der  Regionalliga Mitte teil und beendete diese wieder als Tabellenzweiter und Vizemeister. Im Oktober 2019 wurde das 2002 eröffnete Solarstadion Gleisdorf von der Bundesliga erstmals kommissioniert und als Spielstätte für die 2. Liga, der zweithöchsten Spielklasse Österreichs, genehmigt. Ein Antrag des FC Gleisdorf 09 auf Zulassung in der 2. Liga war in Vorbereitung, wurde aber aufgrund eines Vorstandsbeschlusses Anfang März 2019 nicht bei der Bundesliga eingebracht.
Die Teilnahme des FC Gleisdorf 09 am ÖFB Cup 2018/19 endete bereits in der ersten Runde durch eine Niederlage im Auswärtsspiel gegen den FC Stadlau (Regionalliga Ost). Als Zweiter der Meisterschaft 2018/19 in der Regionalliga Mitte qualifizierte sich der FC Gleisdorf 09 auch für die Teilnahme am ÖFB Cup 2019/20.
Von November 2014 bis April 2019 war Andreas Moriggl Chef-Trainer des FC Gleisdorf 09, mit dem er 2016 Meister der Landesliga Steiermark wurde und damit den Verein erstmals in die Regionalliga Mitte, der dritthöchsten Spielklasse im österreichischen Fußball, führte. In den bislang drei Spieljahren konnte der FC Gleisdorf 09 den Meisterschaftsbewerb in der Regionalliga Mitte 2017 als Tabellendritter, 2018 und 2019 als Tabellenzweiter beenden.
Von Mai 2019 bis Juni 2019 fungierte der vormalige Bundesligatrainer Markus Karner als Chef-Trainer des FC Gleisdorf 09. Er betreute gemeinsam mit Co-Trainer Thomas Raffl die letzten sieben Spiele (5 Siege, 2 Niederlagen) der Rückrunde des Spieljahres 2018/19 in der Regionalliga Mitte.
Seit Juli 2019 führte Thomas Raffl das Trainer-Team des FC Gleisdorf 09 an. Ihm zur Seite stand Klaus Genser, der eine sportwissenschaftliche Ausbildung hat und über die A-Lizenz Alt verfügt.
Per Ende Oktober 2021 wurde Thomas Böcksteiner als neuer Chef-Trainer des FC Gleisdorf 09 bekannt gegeben. Er übernahm mit Jänner 2022 die Führung des Trainer-Teams der KM I, dem weiterhin Klaus Genser als Co-Trainer und Martin Sommer als Torwart-Trainer angehören.
Im Dezember 2023 wurde der zuvor als Co-Trainer tätige Christoph Krasser zum Chef-Trainer des FC Gleisdorf 09 bestellt. Krasser führt seit Jänner 2024 das Trainer-Team der KM I an, unterstützt von Sebastian Radakovics und Manuel Suppan als Co-Trainer, sowie Philipp Fraiss und Martin Sommer als Torwart-Trainer. Seit Jänner 2024 fungiert Stephan Metzner als Sportlicher Leiter des FC Gleisdorf 09.

## Aktueller Kader

### Trainerteam
Stand: 22. März 2022
| Funktion        | Name               | Geburtsdatum | Nationalität | beim Verein seit | letzter Verein             |
| --------------- | ------------------ | ------------ | ------------ | ---------------- | -------------------------- |
| Trainer         | Thomas Böcksteiner | 09.04.1975   | Osterreich   | 01/2022          | Jugendleiter SK Sturm Graz |
| Co-Trainer      | Klaus Genser       | 21.12.1971   | Osterreich   | 01/2021          | Trainer                    |
| Torwart-Trainer | Martin Sommer      | 26.06.1988   | Osterreich   | 07/2018          | AKA Sturm Graz             |

### Aktueller Kader
Stand: 6. April 2023